# Lacanobia schmidti
Lacanobia schmidti là một loài bướm đêm trong họ Noctuidae.